# Бертини, Марко
Марко Бертини (итал. Marco Bertini; родился 7 августа 2002, Рим, Италия) — итальянский футболист, полузащитник клуба «Лацио». Выступает за итальянский клуб СПАЛ на правах аренды.

## Футбольная карьера
Марко - уроженец Рима, столицы Италии. Воспитанник «Лацио». Был капитаном юношеских команд. С сезона 2020/2021 стал привлекаться к тренировкам с основной командой. Дважды попадал в заявку клуба на матчи Лиги Чемпионов, однако на поле не появлялся. 23 мая 2021 года дебютировал в Серии А в поединке последнего тура против «Сассуоло», выйдя на поле на замену на 87-й минуте вместо Данило Катальди.
26 августа 2023 года Бертини отправился играть в клуб Серии C «СПАЛ» на правах аренды с опцией выкупа. 19 сентября Марко забил свой первый мяч за команду и единственный гол в игре против «Ювентуса (до 23)», принеся своей команде победу.

## Стиль игры
Выступает на позиции опорного полузащитника. Итальянская пресса отмечает его неуступчивость, харизму, выделяя склонность к большому объёму работы. Также отмечается его техника работы с мячом и дальние удары.